# 1st Marine Parachute Regiment

Regimentsabzeichen

Das 1st Marine Parachute Regiment (deutsch 1. Marineinfanterie-Fallschirm-Regiment), auch bekannt als Paramarines oder  Marine Paratroopers, war eine kurzlebige Luftlandeeinheit des US Marine Corps im Zweiten Weltkrieg.

## Geschichte
Das Marine Corps bildete seit 1940 erste Fallschirmjägertruppen aus. Insgesamt wurden bis 1943 drei Bataillone ausgebildet; als Ausbildungscamps fungierte u. a. die Naval Air Engineering Station Lakehurst. Die Einheit wurde dem I Marine Amphibious Corps unterstellt, die Untereinheiten kamen zu verschiedenen Division des Marines. Das Regiment hatte eine Gesamtstärke von 3000 Mann.
Das 1st Parachute Battalion wurde der 1st Marine Division zugeteilt und nahm 1942 an der Schlacht um Guadalcanal teil. Dabei erlitt das Bataillon bei den Kämpfen um die Insel Gavutu und bei der Schlacht am Bloody Ridge schwere Verluste, weshalb es im September 1942 nach Neukaledonien verbracht wurde. Das 2nd Parachute Battalion kämpfte im Oktober 1943 als Teil der 3rd Marine Division auf Choiseul und später mit dem 3rd Parachute Battalion auf Bougainville. Schließlich wurde das Regiment im Dezember 1943 aufgelöst. Grund dafür waren die hohen Verluste, der Mangel an geeigneten Transportflugzeugen und die Verzichtbarkeit einer solchen Luftlandeeinheit für das Marine Corps. Geplante Einsätze wie auf Neubritannien oder auf Santa Isabel wurden nicht mehr ausgeführt. 
Die Marines Ira Hayes und Harlon Block, die später durch die Fotografie Raising the Flag on Iwo Jima bekannt wurden, dienten zeitweise bei den Paramarines.
Marineinfanterieverbände sind heute grundsätzlich in Luftlandungen mit Hubschraubern ausgebildet. Jedoch erhalten nur noch Angehörige des Marineinfanterieaufklärungbataillone und die Spezialkräfte der Marineinfanterie eine Ausbildung im Fallschirmsprung. 